# Cuevas Moqua
Moqua (en inglés: Moqua Caves) son una característica geológica en la nación insular del Océano Pacífico de Nauru.
Las cuevas están situadas por debajo de Yaren, en el sur de la isla.
Esta serie de cuevas se encuentra cerca de Moqua Well, un pequeño lago subterráneo.